# Черняхівка (Кропивницький район)
Черняхі́вка —  село в Україні, в Соколівській сільській громаді Кропивницького району Кіровоградської області. Населення становить 684 осіб. Фактично є південним передмістям Кропивницького.

## Економіка

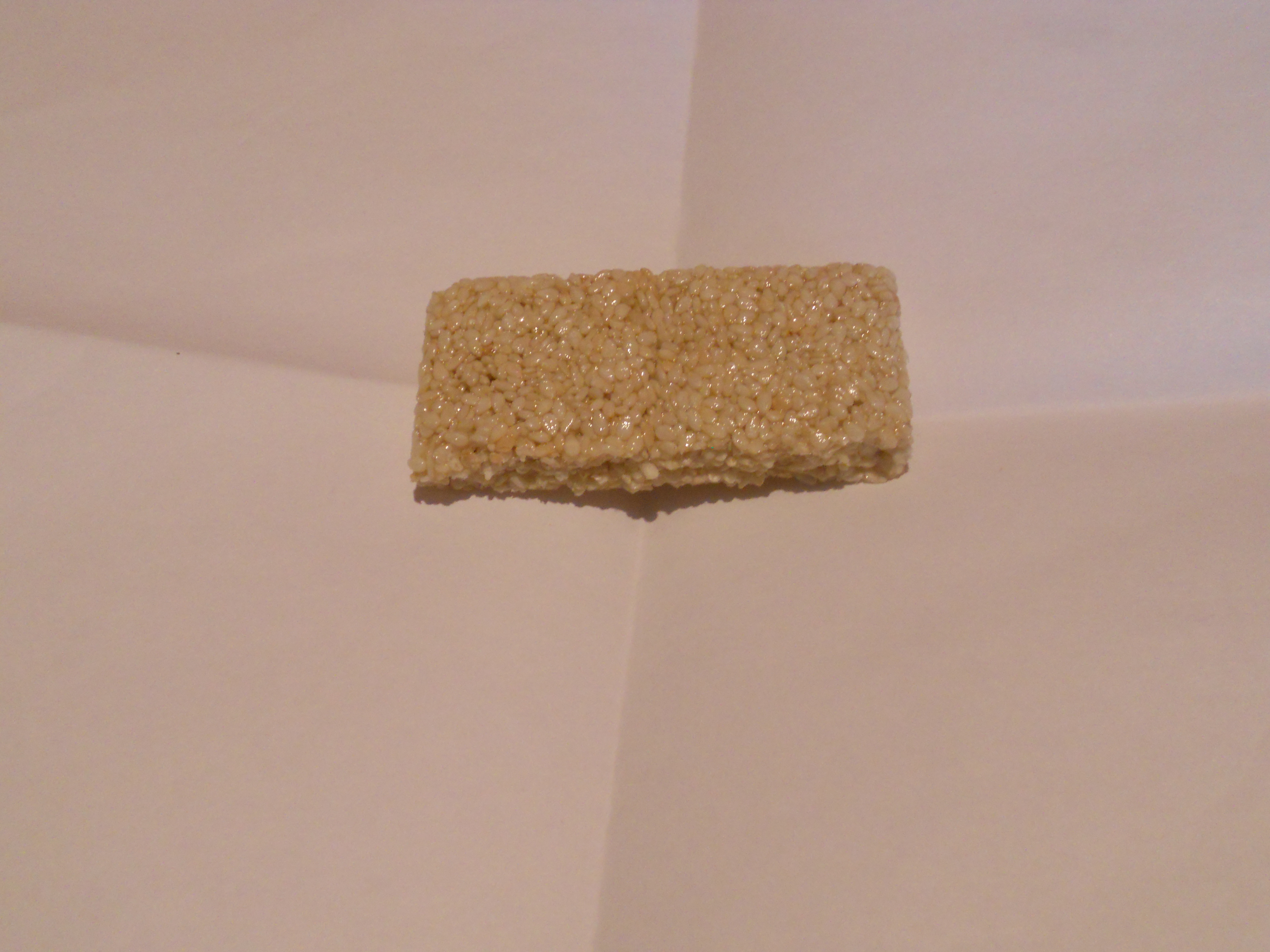
Козинаки з кунжуту, Золотой век, 2015
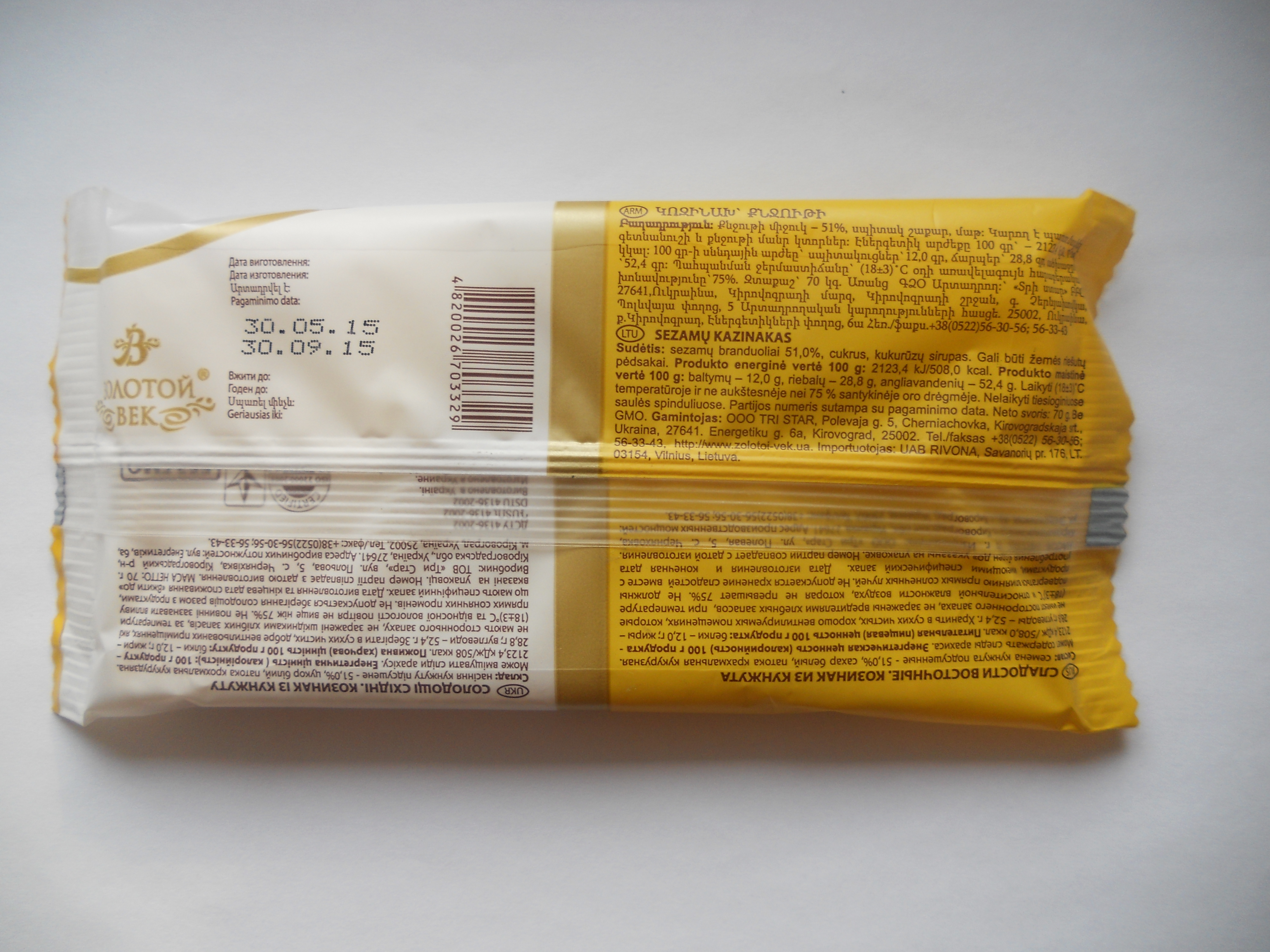
на обгортці адреса села

В селі знаходиться виробник солодощів ТОВ «Три Стар» (адреса виробничих потужностей м. Кропивницький), що виробляє продукцію для Екомаркету під торговою маркою «Перший ряд», а також під власною торговою маркою «Золотой век». Продукція — халва, драже та козинаки.

## Населення
Згідно з переписом УРСР 1989 року чисельність наявного населення села становила 588 осіб, з яких 260 чоловіків та 328 жінок.
За переписом населення України 2001 року в селі мешкали 682 особи.

### Мова
Розподіл населення за рідною мовою за даними перепису 2001 року:
| Мова       | Відсоток |
| ---------- | -------- |
| українська | 92,69 %  |
| російська  | 6,14 %   |
| білоруська | 0,58 %   |
| молдовська | 0,29 %   |
| угорська   | 0,29 %   |